# Исаевы
Исаевы — русские дворянские роды.
Опричниками Ивана Грозного (1573) числились Иван Васильевич и Мурат Русинович Исаевы.
Потомство Лариона Ивановича Исаева, жалованного 12.04.1689 грамотой на вотчину в деревне Подсосенье Карачевского уезда.
Яков Антонович Исаев за службу в войну с Турцией пожалован вотчиной (1679). Его потомство внесено в VI и II части родословной книги Санкт-Петербургской и Нижегородской губерний.
Родоначальником другого рода Исаевых был Илья Иванович Исаев, сын московского купца, вице-президент магистрата, бывший при Петре Великом обер-инспектором рижской таможни (умер около 1742).

## Описание герба
Щит четверочастный, золотом и лазурью.
Щит увенчан дворянским коронованным шлемом. Нашлемник: выходящий золотой лев, обращённый вправо, с червлёными глазами и языком, держащий в правой лапе серебряный восточный меч с золотой рукоятью. Намёт на щите лазоревый, подложен золотом. Щитодержатели: два золотых льва с червлёными глазами и языками. Герб Исаевых внесён в Часть 15 Общего гербовника дворянских родов Всероссийской империи, стр. 27.

## Известные представители
- Исаев Иван Ларионович - стряпчий (1682-1692).
- Исаев Михаил Ларионович - стряпчий (1692)
- Исаев Савва Иванович - стряпчий (1692).
- Исаев Андрей Игоревич - московский дворянин (1692)[2].
- Исаев Георгий Олегович - врач-кардиолог Сеченовского Университета